# Griffin-Nunatak
Der Griffin-Nunatak ist ein 2260 m hoher und etwa 3 km langer Nunatak mit einem abgeflachten Gipfel im ostantarktischen Viktorialand. In den Prince Albert Mountains ragt er zwischen dem Ambalada Peak und dem Terminal Peak auf.
Der United States Geological Survey kartierte ihn anhand eigener Vermessungen und mithilfe von Luftaufnahmen der United States Navy zwischen 1956 und 1962. Das Advisory Committee on Antarctic Names benannte ihn 1968 nach Leutnant William R. Griffin, befehlshabender Offizier auf der Amundsen-Scott-Südpolstation im Winter 1966.